# Asparagus brachyphyllus
Asparagus brachyphyllus är en sparrisväxtart som beskrevs av Porphir Kiril Nicolai Stepanowitsch Turczaninow. Asparagus brachyphyllus ingår i släktet sparrisar, och familjen sparrisväxter. Inga underarter finns listade i Catalogue of Life.